# 亞斯諾霍羅德卡 (沃茲涅先斯克區)
亞斯諾霍羅德卡是烏克蘭南部尼古拉耶夫州沃兹涅先斯克区葉拉涅茨市鎮的村落。始建於1924年，面積0.93平方公里，海拔高度106米，2001年人口451，人口密度每平方公里483.9人。